# Menții din Dos
Menții din Dos – wieś w Rumunii, w okręgu Gorj, w gminie Borăscu. W 2011 roku liczyła 570 mieszkańców.